# 英国国家养老金
國家退休金（英語：State Pension）是英國退休保障制度中的公共福利金，旨在為達到法定退休年齡的人士提供最基本的入息保障。任何合資格僱員或自僱人士，可按照其年齡及國民保險供款紀錄而領取相應的退休金款項。

## 退休金制度

### 舊國家退休金
任何人於2016年4月6日前達到法定退休年齡，均沿用舊有的退休金計畫：
- 1951年4月6日之前出生的男士；或
- 1951年4月6日之前出生的女士。

除可享受基本国家养老金此之外，部份合資格人士亦可以申請毕业退休金、国家收入相关养老金计划和国家第二养老金。

#### 基本退休金
現時符合下列某項或合計多項條件滿三十年的申請人，每週最高可獲發169.5鎊（視符其國民保險供款年期）：
- 受僱期間，繳付國家保險供款
- 非受僱期間，自願繳付國家保險
- 無法工作，並領取國家保險補助

如供款不足三十年者，則領取金額會按比例減少，但最少亦可獲取全額的25%。

### 新國家退休金
新国家养老金适用于1951年4月6日之后出生的男性和1953年4月6日之后出生的女性。 最高应付金额为每周179.60英镑（2021年4月12日至 2022 年4月10日）。

### 缴费记录
国家养老金的资格，通过向国民保险(National Insurance) 缴费取得。要获得全额养老金（上述金额），个人需要：
- 基本国家养老金：在2010年4月6日至2016年4月5日期间提出申请者，需要 30年的合格缴费记录[4] [5]；

- 新国家养老金：2016年4月6日起，申请人需要35年的合格缴费记录[6]。

在退休前缴纳国民保险费时间不到10年的申请者，没有资格领取任何国家养老金。

### 养老金上调
在现行的制度下，国家养老金每年都有一定提高。如果领取者居住在英国或与英国签订了社保协定的国家，国家养老金会根据“三重锁定”政策上调。
“三重锁定”政策规定，每年养老金上调的额度是一下三个标准的最高者：
1. 保证的保护，这意味着养老金每年都会随着年度物价通胀或平均收入增长或保证的最低 2.5% 的增长而增加，以两者为准最大的。每年四月生效，上调是基于上一个九月的CPI通胀，以及从当年七月开始的三个月平均每周收入。 [8]三重锁定已被替换为 2022 年增加的一年，其中双重锁定已删除平均收入元素。这是因为 Covid 压低了 2020 年的收益数据导致统计异常。提高标准根据3个数字：英国每年的平均工资涨幅；通货膨胀率；或者是2.5％。这三个数字中哪一个最高，就按照哪个标准调整养老金标准。

## 法定退休年齡
在《1995年退休金法令》獲通過之前，英國的法定退休年齡存在性別差異：女性為60歲，男性為65歲。該法令旨在消除這一差異，規定女性的退休年齡應逐步提高至與男性相同的水平；為減少政策對女性的影響，法令設立了從2010年至2020年的過渡期，以分階段實施改革。
到了2006年，一份由跨黨派的國會報告認為隨著人口壽命的延長，英國的退休金制度應進行改革以確保其長期可持續性。該報告建議將男女的法定退休年齡逐步提高至68歲，預計在2024年至2046年期間分階段完成；這些建議隨後通過《2007年退休金法令》正式被納入英國法例。
然而，保守黨及自由民主黨的聯合政府於2011年推行《2011年退休金法令》，提前將2020年10月6日以後的法定退休年齡統一提高至66歲，以應對退休金開支的財政壓力。隨後，2014年的修訂又規定，法定退休年齡將於2026年至2028年間加快提高至67歲。

### 延期
达到法定年龄后，个人可以选择推迟养老金领取时间。 2016年后，每推迟9周，养老金金额上升1%，如果推迟一年领取，则上升约5.8%。

## 计算
国家养老金基于个人的国民保险记录。每一年缴纳国民保险的年份称为“合格年份”。在2023-2024年度，要达到合格年份的要求，雇员需至少赚取£6396，而自雇人士需至少赚取£6725，并根据这些收入缴纳或被计入国民保险。
基础养老金的金额计算方法是将全额养老金乘以合格年份的数量，然后再除以获得全额养老金所需的合格年份总数。
对于1945年4月6日之前出生的男性，需要44个合格年份才能领取全额基础养老金，而1950年4月6日之前出生的女性需要39个合格年份。若想领取任何金额的养老金，则需达到全额养老金所需合格年份的25%。
从2010年4月6日至2016年4月5日，1945年4月6日后出生的男性和1950年4月6日后出生的女性只需30个合格年份即可领取全额基础养老金，且只需一个合格年份便可领取部分养老金。
自2016年4月6日起，需要35个合格年份才能领取全额新国家养老金。此外，如果领取者曾参加过“合同外”工作养老金计划，其国家养老金金额可能会有所减少。
如果个人的合格年份记录未达到全额要求，可以选择自愿缴纳国民保险费，以提升其记录，从而提高养老金权益。
在某些情况下，例如每周照顾重度残疾人士超过20小时，或领取失业或疾病福利的人，可以申请国民保险积分。
1961年4月至1975年4月期间缴纳的国民保险费可使个人有资格领取一部分渐进退休养老金。
1978年4月至2002年4月期间缴纳的国民保险费使个人有资格领取国家收入相关养老金计划（SERPS）中的附加养老金。然而，如果个人在此期间选择了“合同外”安排，那么所获养老金将非常少。自2002年4月起，国民保险费开始计入额外的国家第二养老金（State Second Pension）。